# Feng-tchaj (Peking)

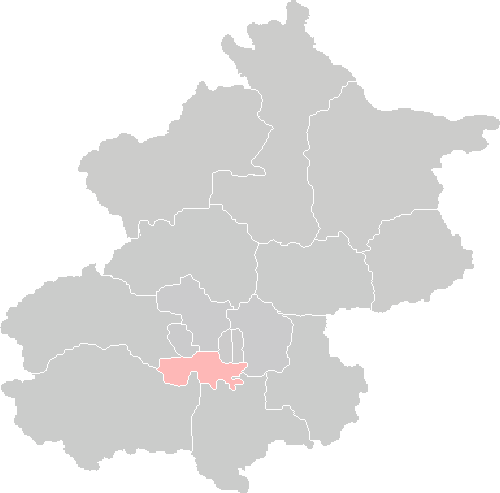
Poloha městského obvodu Feng-tchaj na mapě Pekingu

Feng-tchaj (čínsky pchin-jinem Fēngtái Qū, znaky zjednodušené 丰台区, tradiční 豐台區) je jeden z městských obvodů v Pekingu, hlavním městě Čínské lidové republiky. Nachází se na jihozápad od historického centra města, má rozlohu 306 čtverečních kilometrů a žije v něm přes milion obyvatel.

## Doprava
Ve Feng-tchaji se nachází dvě největší pekingská nádraží, Pekingské západní nádraží, odkud jezdí vlaky do západní a jihozápadní Číny, a Pekingské jižní nádraží, odkud jezdí vlaky do Tchien-ťinu a Šanghaje. Leží zde také letiště Peking Nan-jüan, které je zároveň vojenskou leteckou základnou.

## Památky
Ve Feng-tchaji se nachází most Marca Pola přes řeku Jung-ting-che a pevnost Wan-pching na jeho východní straně.